# هورنی رپتشیتسه
هورنی رپتشیتسه (به چکی: Horní Řepčice) یک منطقهٔ مسکونی در جمهوری چک است که در ناحیه لیتومیریتسه واقع شده‌است. هورنی رپتشیتسه ۲٫۶ کیلومتر مربع مساحت و ۱۱۲ نفر جمعیت دارد و ۲۵۶ متر بالاتر از سطح دریا واقع شده‌است.